# Arabština
Arabština (arabsky اللُّغَة الْعَرَبِيَّة‎‎, al-luɣa al-ʕarabijja, spisovněji اللُّغَةُ الْعَرَبِيَّةُ al-luɣatu l-ʕarabijjatu) je semitský jazyk. Existují značné rozdíly mezi spisovnou arabštinou a regionálními hovorovými jazyky (např. egyptskou, syrskou, iráckou, marockou hovorovou arabštinou). Spisovná arabština se jen málo liší od jazyka Koránu, ale aktivně ji ovládají pouze vzdělanci. V jednotlivých hovorových jazycích se objevují podobné odstředivé tendence, jaké odpoutaly románské jazyky od kdysi jednotné latiny. Na rozdíl od románských jazyků se však rozdíly jen v malé míře projevují v psané formě jazyka, a to přestože někteří spisovatelé píší v regionálních variantách. Důvodů je několik – arabské písmo nezachytí změny v krátkých samohláskách, pozměněné souhlásky si zase ponechávají původní zápis (např. znak ج, běžně přepisovaný a čtený jako [dž], se v Egyptě vyslovuje [g], ale píše se pořád stejně).
Z arabštiny bylo převzato mnoho slov do češtiny i dalších evropských jazyků – namátkou alkohol, algebra, algoritmus, admirál, arzenál, baldachýn, elixír, estragon, jasmín, havárie, káva, magazín, matrace, sofa, sirup, šafrán, šach, vezír, zenit či žirafa.

## Historie
Nejstarší nápisy pocházejí ze 4. století. Klasická arabština je dochována ve staroarabské poezii (6.–7. století) a v Koránu (7. století). Od 8. století dochází k upevnění gramatických pravidel. Stala se úředním a literárním jazykem na celém Araby dobytém území, používali ji i příslušníci jiných národů, kteří od Arabů přejali islám (Turci, Peršané aj.). Kromě poezie zahrnuje klasická arabská literatura také řadu děl naučných (historických, geografických, lékařských, filozofických aj.). Díky arabským překladům přežilo evropský středověk nejedno dílo antických autorů. Od 19. století se modernizuje slovní zásoba, zjednodušuje se styl i skladba a vzniká moderní spisovná arabština. Rozdíly oproti arabštině klasické však nejsou příliš velké.

## Mluvnice

### Podstatná jména
Arabština je flektivní jazyk, což znamená, že ohýbá slova pomocí předpon, přípon a zejména změnami uvnitř kmene, v indoevropských jazycích nepříliš obvyklými. Podstatná a přídavná jména rozlišují tři pády: nominativ (pro podmět), genitiv (pro všechny předložky a přivlastňování) a akuzativ (pro předmět). Dále jsou v arabštině dva rody – mužský a ženský – a tři čísla – singulár, duál a plurál (někdy i paukál).
Skloňování se liší podle toho, zda je podstatné jméno neurčité (beze členu), určité (se členem al) nebo tvárné (konstruktivní), tato forma se používá například při připojení přivlastňovacího zájmena, například.: bajt-un – (nějaký) dům; al-bajtu – (ten dům); bajtu-há – (její dům) nebo bajtu radžulin – dům muže atd. Určitý člen je al- před slovem začínajícím na tzv. lunární písmena se čte normálně l (např. al-qamaru – Měsíc), ale před tzv. solárními písmeny (tato písmena se vyslovují většinou špičkou jazyka) se namísto písmene l dané počáteční písmeno (např. aš-šamsu – Slunce).
Existuje několik vzorů pro skloňování v jednotném a množném čísle (podle toho, jakou mají koncovku).
- Ve dvojném čísle končí slovo vždy v nominativu -áni a v akuzativu nebo genitivu -ajni, v tvárné podobě pak -á a -aj.
- V singuláru nebo plurálu může slovo končit -un, pak je v akuzativu -an a v genitivu -in. S určitým členem zmizí -n a v tvárné podobě zmizí -n také.
- V singuláru i v plurálu najdeme slova, která již v nominativu v neurčité podobě končí jen -u, pak je akuzativ i genitiv -a. V určité podobě i tvárné se chová jako předchozí vzor a končí v nominativu -u, v akuzativu -a a v genitivu -i.
- Najdeme v singuláru i v plurálu slova končící v nominativu, neurčité podobě na -an. Taková pak v určité a tvárné podobě mají koncovku -á a jinak se v pádech nemění.
- Co se týče podstatných jmen s koncovkou v neurčité podobě, nominativu -in (například qāḍin). Tato pak mají v určité a tvárné podobě koncovku -í (qāḍí). V neurčitém akuzativu mají -ijan (qāḍijan) a v tvárném akuzativu -ija (qāḍija), jinak se nemění.
- Pouze v mužském plurálu se setkáme se speciální koncovkou -úna v nominativu (v neurčité i určité podobě). Tato slova pak končí v akuzativu i genitivu -ína (v neurčité i určité podobě). A v tvárné podobě zbudou pak koncovky -ú (nominativ) a -í (akuzativ a genitiv).
- Spousta plurálů v ženském rodě končí koncovkou -átun v nominativu, pak je koncovka v genitivu i v akuzativu -átin. V určité a tvárné podobě -átu a -áti.

V tabulkách vidíte příklady skloňování.
| Jednotné číslo (singulár) | Jednotné číslo (singulár) | Jednotné číslo (singulár) | Jednotné číslo (singulár) |
|                           | Neurčitý                  | Určitý                    | Tvárný                    |
| ------------------------- | ------------------------- | ------------------------- | ------------------------- |
| Nominativ                 | كِتَابٌ (kitábun)            | الْكِتَابُ (al-kitábu)        | كِتَابُ (kitábu)             |
| Akuzativ                  | كِتَابًا (kitában)           | الْكِتَابَ (al-kitába)        | كِتَابَ (kitába)             |
| Genitiv                   | كِتَابٍ (kitábin)            | الْكِتَابِ (al-kitábi)        | كِتَابِ (kitábi)             |
| Dvojné číslo (duál)       |                           |                           |                           |
|                           | Neurčitý                  | Určitý                    | Tvárný                    |
| Nominativ                 | كِتَابَانِ (kitábáni)         | الْكِتَابَانِ (al-kitábáni)    | كِتَابَا (kitábá)            |
| Akuzativ                  | كِتَابَيْنِ (kitábajni)        | الْكِتَابَيْنِ (al-kitábajni)   | كِتَابَيْ (kitábaj)           |
| Genitiv                   | كِتَابَيْنِ (kitábajni)        | الْكِتَابَيْنِ (al-kitábajni)   | كِتَابَيْ (kitábaj)           |
| Množné číslo (plurál)     |                           |                           |                           |
|                           | Neurčitý                  | Určitý                    | Tvárný                    |
| Nominativ                 | كُتُبٌ (kutubun)             | الْكُتُبُ (al-kutubu)         | كُتُبُ (kutubu)              |
| Akuzativ                  | كُتُبًا (kutuban)            | الْكُتُبَ (al-kutuba)         | كُتُبَ (kutuba)              |
| Genitiv                   | كُتُبٍ (kutubin)             | الْكُتُبِ (al-kutubi)         | كُتُبِ (kutubi)              |

U jednoho druhu podstatných jmen se lze setkat i s dalším číslem, tzv. paukálem, a to u podstatných jmen hromadných. Například slovo meloun je v arabštině hromadné a má rovnou 5 čísel.
| Číslo      | Vznik                                    | V arabštině           | Význam                    |
| ---------- | ---------------------------------------- | --------------------- | ------------------------- |
| (hromadné) | Základní forma                           | بِطِّيخٌ (baṭṭíḵ-un)      | Melouny hromadně          |
| (singulár) | baṭṭíḵ + at                              | بِطِّيخَةٌ‎‎ (baṭṭíḵat-un)   | 1 meloun                  |
| (duál)     | baṭṭíḵat + āni                           | بِطِّيخَتَانِ‎‎ (baṭṭíḵatáni) | 2 melouny                 |
| (paukál)   | at – át (jako plurál ženského rodu s at) | بَطِّيخَاتٌ (baṭṭíḵát-un)  | Malý počet melounů (3–10) |
| (plurál)   | Plurál vzniklý změnami samohlásek        | بَطَاطِيخُ (baṭáṭíḵ-u)    | Více melounů              |

### Přídavná jména
Podle stejných vzorů jako podstatná jména se dají zařadit a skloňovat i přídavná jména. Přídavná jména stojí vždy za podstatným jménem a přizpůsobují se mu rodem, číslem i členem. Většina přídavných jmen vytváří mužský plurál buďto nepravidelně, nebo koncovkou v nominativu -úna. Ženský rod se tvoří většinou koncovkou v nominativu -atun (neformálně bez koncovky též -ah) a ženský plurál koncovkou -átun. Například velká budova, kde budova je arabsky v ženském rodě, by byla arabsky بِنَايَةٌ كَبِيرَةٌ – binájatun kabíratun. Ale například modrý (ʔazraq-u) je podle jednoho vzoru, kde ženský rod (modrá) je زَرْقَاءُ (zarqáʔ-u) a množné číslo je زُرْقٌ (zurq-un). Například modrá obloha, kde obloha je arabsky v ženském rodě, bude arabsky السَّمَاءُ الزَّرْقَاءُ – as-samáʔu (a)z-zarqáʔu. Podle tohoto vzoru se tvoří většina barev (ʔaḥmar-u, ḥamráʔ-u, ḥumr-un atd.). Nutno zmínit, že to, co se nazývá plurál u přídavných jmen, se používá pouze pro popsání lidí (například ʕāmilúna džududun – noví pracovníci), při popisování neživého podstatného jména nebo zvířete v plurálu se používá u přídavných jmen ženský rod (například ʔqlámun džadídatun – nové propisky). Někdy bývá plurál stejný v mužském i ženském rodě, např. džadíd (mužský rod), džadídah (ženský rod), džudud (plurál v obou rodech)
| Jednotné číslo (singulár) | Jednotné číslo (singulár) | Jednotné číslo (singulár) | Jednotné číslo (singulár) | Jednotné číslo (singulár)   |
|                           | Mužský rod                | Mužský rod                | Ženský rod                | Ženský rod                  |
|                           | Neurčitý                  | Určitý                    | Neurčitý                  | Určitý                      |
| ------------------------- | ------------------------- | ------------------------- | ------------------------- | --------------------------- |
| Nominativ                 | جَدِيدٌ (džadídun)           | الْجَدِيدُ (al-džadídu)       | جَدِيدَةٌ (džadídatun)        | الْجَدِيدَةُ (al-džadídatu)      |
| Akuzativ                  | جَدِيدًا (džadídan)          | الْجَدِيدَ (al-džadída)       | جَدِيدَةً (džadídatan)        | الْجَدِيدَةَ (al-džadídata)      |
| Genitiv                   | جَدِيدٍ (džadídin)           | الْجَدِيدِ (al-džadídi)       | جَدِيدَةٍ (džadídatin)        | الْجَدِيدَةِ (al-džadídati)      |
| Dvojné číslo (duál)       |                           |                           |                           |                             |
|                           | Mužský rod                | Mužský rod                | Ženský rod                | Ženský rod                  |
|                           | Neurčitý                  | Určitý                    | Neurčitý                  | Určitý                      |
| Nominativ                 | جَدِيدَانِ (džadídáni)        | الْجَدِيدَانِ (al-džadídáni)   | جَدِيدَتَانِ (džadídatáni)     | الْجَدِيدَتَانِ (al-džadídatáni)  |
| Akuzativ                  | جَدِيدَيْنِ (džadídajni)       | الْجَدِيدَيْنِ (al-džadídajni)  | جَدِيدَتَيْنِ (džadídatajni)    | الْجَدِيدَتَيْنِ (al-džadídatajni) |
| Genitiv                   | جَدِيدَيْنِ (džadídajni)       | الْجَدِيدَيْنِ (al-džadídajni)  | جَدِيدَتَيْنِ (džadídatajni)    | الْجَدِيدَتَيْنِ (al-džadídatajni) |
| Množné číslo (plurál)     |                           |                           |                           |                             |
|                           | Mužský rod                | Mužský rod                | Ženský rod                | Ženský rod                  |
|                           | Neurčitý                  | Určitý                    | Neurčitý                  | Určitý                      |
| Nominativ                 | جُدُدٌ (džududun)            | الْجُدُدُ (al-džududu)        | جُدُدٌ (džududun)            | الْجُدُدُ (al-džududu)          |
| Akuzativ                  | جُدُدًا (džududan)           | الْجُدُدَ (al-džududa)        | جُدُدًا (džududan)           | الْجُدُدَ (al-džududa)          |
| Genitiv                   | جُدُدٍ (džududin)            | الْجُدُدِ (al-džududi)        | جُدُدٍ (džududin)            | الْجُدُدِ (al-džududi)          |

| Jednotné číslo (singulár) | Jednotné číslo (singulár) | Jednotné číslo (singulár) | Jednotné číslo (singulár) | Jednotné číslo (singulár) |
|                           | Mužský rod                | Mužský rod                | Ženský rod                | Ženský rod                |
|                           | Neurčitý                  | Určitý                    | Neurčitý                  | Určitý                    |
| ------------------------- | ------------------------- | ------------------------- | ------------------------- | ------------------------- |
| Nominativ                 | أَزْرَقُ (ʔazraqu)            | الْأَزْرَقُ (al-ʔazraqu)       | زَرْقَاءُ (zarqáʔu)           | الزَّرْقَاءُ (az-zarqáʔu)      |
| Akuzativ                  | أَزْرَقَ (ʔazraqa)            | الْأَزْرَقَ (al-ʔazraqa)       | زَرْقَاءَ (zarqáʔa)           | الزَّرْقَاءَ (az-zarqáʔa)      |
| Genitiv                   | أَزْرَقَ (ʔazraqa)            | الْأَزْرَقِ (al-ʔazraqi)       | زَرْقَاءَ (zarqáʔa)           | الزَّرْقَاءِ (az-zarqáʔi)      |
| Dvojné číslo (duál)       |                           |                           |                           |                           |
|                           | Mužský rod                | Mužský rod                | Ženský rod                | Ženský rod                |
|                           | Neurčitý                  | Určitý                    | Neurčitý                  | Určitý                    |
| Nominativ                 | أَزْرَقَانِ (ʔazraqáni)        | الْكِتَابَانِ (al-ʔazraqáni)   | زَرْقَاوَانِ (zarqáwáni)       | الزَّرْقَاوَانِ (az-zarqáwáni)  |
| Akuzativ                  | كِتَابَيْنِ (ʔazraqajni)       | الْكِتَابَيْنِ (al-ʔazraqajni)  | زَرْقَاوَيْنِ (zarqáwajni)      | الزَّرْقَاوَيْنِ (az-zarqáwajni) |
| Genitiv                   | كِتَابَيْنِ (ʔazraqajni)       | الْكِتَابَيْنِ (al-ʔazraqajni)  | زَرْقَاوَيْنِ (zarqáwajni)      | الزَّرْقَاوَيْنِ (az-zarqáwajni) |
| Množné číslo (plurál)     |                           |                           |                           |                           |
|                           | Mužský rod                | Mužský rod                | Ženský rod                | Ženský rod                |
|                           | Neurčitý                  | Určitý                    | Neurčitý                  | Určitý                    |
| Nominativ                 | زُرْقٌ (zurqun)              | الزُّرْقُ (az-zurqu)          | زُرْقٌ (zurqun)              | الزُّرْقُ (az-zurqu)          |
| Akuzativ                  | زُرْقًا (zurqan)             | الزُّرْقَ (az-zurqa)          | زُرْقًا (zurqan)             | الزُّرْقَ (az-zurqa)          |
| Genitiv                   | زُرْقٍ (zurqin)              | الزُّرْقِ (az-zurqi)          | زُرْقٍ (zurqin)              | الزُّرْقِ (az-zurqi)          |

### Zájmena

#### Osobní
Osobní zájmena mohou stát před slovesem, kde jsou podmětem, nebo mohou stát před dalšími slovesnými druhy, což se většinou překládá se slovesem být: ʔaná ṭabíbun (Já jsem doktor.; dosl. já doktor), hija máhiratun (Ona je chytrá.; dosl. ona chytrá), huwa fí bajti-hi (On je ve svém domě.; dosl. on v domě jeho).
|            | 1. sg.     | 2. sg.      | 3. sg.    | 2. du.          | 3. du.     | 1. pl.      | 2. pl.          | 3. pl.     |
| ---------- | ---------- | ----------- | --------- | --------------- | ---------- | ----------- | --------------- | ---------- |
| Mužský rod | أَنَا‎ (ʔaná) | أَنْتَ‎ (ʔanta) | هُوَ‎ (huwa) | أَنْتُمَا‎ (ʔantumá) | هُمَا (humá) | نَحْنُ‎ (naḥnu) | أَنْتُمْ (ʔantum)   | هُمْ (hum)   |
| Ženský rod | أَنَا‎ (ʔaná) | أَنْتِ‎ (ʔanti) | هِيَ‎ (hija) | أَنْتُمَا‎ (ʔantumá) | هُمَا (humá) | نَحْنُ‎ (naḥnu) | أَنْتُنَّ (ʔantunna) | هُنَّ (hunna) |

#### Přivlastňovací
Přivlastňovací zájmena se musejí vždy napojit za nějaké slovo, buďto za podstatné jméno v jeho tvárné podobě, kde označují vlastnictví (jadá-hu – jeho ruce), nebo sloveso, kde označují předmět (ʔuḥibbu-ka/-ki – Miluji tě), nebo předložku (la-hum – k nim). Přivlastňovací zájmena ve třetí osobě (-hu, -hum, -hunna, -humá) kromě -há mají ještě jednu formu: -hi, -him, -hinna, -himá. Tato forma se používá, pokud slovo, za které se napojují, končí na samohlásku i/í nebo souhlásku j (například fí-himá – v nich dvou). Přivlastňovací zájmeno v první osobě jednotného čísla (-í) může mít ještě jednu podobu, pokud je napojeno za sloveso, a tou formou je ـنِي (-ní).
|            | 1. sg.  | 2. sg.   | 3. sg.    | 2. du.       | 3. du.       | 1. pl.    | 2. pl.       | 3. pl.       |
| ---------- | ------- | -------- | --------- | ------------ | ------------ | --------- | ------------ | ------------ |
| Mužský rod | ـي‎ (-í) | ـكَ‎ (-ka) | ـهُ‎ (-hu)  | ـكُمَا‎ (-kumá) | ـهُمَا (-humá) | ـنَا (-ná) | ـكُم‎ (-kum)   | ـهُم‎ (-hum)   |
| Ženský rod | ـي‎ (-í) | ـكِ (-ki) | ـهَا‎ (-há) | ـكُمَا‎ (-kumá) | ـهُمَا (-humá) | ـنَا (-ná) | ـكُنَّ‎ (-kunna) | ـهُنَّ‎ (-hunna) |

### Číslovky
nula = صفر = ٠
jeden = واحد = ١
dva = اثنين = ٢
tři = ثلاثة = ٣
čtyři = أربعة = ٤
pět = خمسة = ٥
šest = ستة = ٦
sedm = سبعة = ٧
osm = ثمانية = ٨
devět = تسع = ٩
deset = عشرة = ١٠

### Slovesa
Arabština má 15 slovesných tříd, z nichž každá upřesňuje význam daného kořene. Tento význam lze podle kořene a třídy někdy odhadnout, existují ale výjimky. Například kořen ك ت ب (k t b), související se psaním, může tvořit slovesa:
- كَتَبَ / يَكْتُبُ (kataba / jaktubu) – psát (I)
- كَتَّبَ / يُكَتِّبُ (kattaba / jukattibu) – přimět k psaní (jednopřechodné) (II)
- كَاتَبَ / يُكَاتِبُ (kátaba / jukátibu) – písemně oslovovat (III)
- أَكْتَبَ / يُكْتِبُ (ʔaktaba / juktibu) – přimět napsat (dvoupřechodné) (IV)
- تَكَاتَبَ / يَتَكَاتَبُ (takátaba / jatakátabu) – dopisovat si (nepřechodné) (VI)
- اِنْكَتَبَ / يَنْكَتِبُ (inkataba / jankatibu) – odebírat (VII)
- اِكْتَتَبَ / يَكْتَتِبُ (iktataba / jaktatibu) – přepsat (VIII)
- اِسْتَكْتَبَ / يَسْتَكْتِبُ (istaktaba / jastaktibu) – přimět napsat (dvoupřechodné) (X)

Každé sloveso může tvořit dva rody (činný a trpný). V každém z obou rodů pak rozlišuje tři základní časy (minulý a přítomný, někdy nazývané dokonavý a nedokonavý, a imperativ). Minulý tvoří pouze jeden způsob – indikativ (oznamovací způsob). Přítomný tvoří v činném rodě tři způsoby – indikativ (oznamovací), subjunktiv, jusiv (neboli apokopát). Imperativ má jen jeden způsob, nelze jej tvořit v trpném rodě a vyskytuje se jen ve druhé osobě. Někdy se slovesné způsoby v arabštině nazývají pády, jelikož indikativ mívá koncovku typickou pro nominativ podstatných jmen (-u) a subjunktiv pak pro akuzativ (-a). V arabské terminologii je dokonce název nominativu totožný s názvem indikativu (المرفوع) a název akuzativu s názvem subjunktivu (المنصوب). Všechny způsoby rozlišují tři osoby, tři čísla a dva rody. Jediný imperativ je pouze ve druhé osobě. Subjunktiv a jusiv nemohou být použity samotné, nýbrž se musejí pojit s různými částicemi. Subjunktiv, mající obecně význam něčeho neskutečného, se pojí např. s li (účel, „aby“), ʔan („že“, „aby“), lan (záporný budoucí čas) a jinými. Jusiv, mající obecně význam jakéhosi rozkazu, s li (přání, nepřímý příkaz), lá (záporný rozkaz) či lam (záporný minulý čas) a jinými.
- كَتَبَ (kataba) = napsal (minulý, indikativ)
- يَكْتُبُ (jaktubu) = píše (přítomný, indikativ)
- أَنْ يَكْتُبَ (ʔan jaktuba) = aby psal (přítomný, subjunktiv)
- لِيَكْتُبْ (li-jaktub) = ať píše (přítomný, jusiv)
- اُكْتُبْ (uktub) = piš (imperativ)

Někdy bývá za další ze způsobů považován tzv. energikus. Bývá tvořen jak od přítomného tvaru, tak od rozkazovacího, a tedy bývá považován spíše jen za důraznou koncovku (podobně jako české -ť a -ž). U většiny osob může mít dvě podoby. Delší (-nna) bývá důraznější. Přítomný tvar se většinou používá s la (budoucnost) či lá (záporný rozkaz), ale i jinými.
- لَيَكْتُبَنْ / لَيَكْتُبَنَّ (la-jaktuban / la-jaktubanna) = napíšeť (přítomný, energický indikativ)
- اُكْتُبَنْ / اُكْتُبَنَّ (uktuban / uktubanna) = píšiž (energický imperativ)

Z jednoduchých časů lze ještě skládat složené.
- كَانَ (قَدْ) كَتَبَ (kána (qad) kataba) = byl psal (předminulý, indikativ)
- كَانَ يَكْتُبُ (kána jaktubu) = psal (minulý průběhový, indikativ)
- كَانَ سَيَكْتُبُ (kána sajaktubu) = býval by psal (minulý podmiňovací)
- سَوْفَ يَكْتُبُ / سَيَكْتُبُ (sawfa jaktubu / sajaktubu) = napíše (budoucí, indikativ)
- سَيَكُونُ (قَدْ) كَتَبَ (sajakúnu (qad) kataba) = bude mít napsáno (předbudoucí, indikativ)
- سَيَكُونُ يَكْتُبُ (sajakúnu jaktubu) = bude psát (budoucí průběhový, indikativ)

Jako základní podoba slovesa se běžně udává 3. osoba singuláru v perfektu. Imperfektum se pak tvoří na základě typu slovesa.
|            | 1. sg.         | 2. sg.         | 3. sg.         | 2. du.             | 3. du.           | 1. pl.         | 2. pl.             | 3. pl.         |
| ---------- | -------------- | -------------- | -------------- | ------------------ | ---------------- | -------------- | ------------------ | -------------- |
| Mužský rod | كَتَبْتُ (katabtu) | كَتَبْتَ (katabta) | كَتَبَ (kataba)   | كَتَبْتُمَا (katabtumá) | كَتَبَا (sakaná)    | كَتَبْنَا (katabá) | كَتَبْتُمْ (katabtum)   | كَتَبُوْا (katabú) |
| Ženský rod | كَتَبْتُ (katabtu) | كَتَبْتِ (katabti) | كَتَبَتْ (katabat) | كَتَبْتُمَا (katabtumá) | كَتَبَتَا (katabatá) | كَتَبْنَا (katabá) | كَتَبْتُنَّ (katabtunna) | كَتَبْنَ (katabna) |

|            | 1. sg.         | 2. sg.             | 3. sg.         | 2. du.             | 3. du.             | 1. pl.         | 2. pl.             | 3. pl.             |
| ---------- | -------------- | ------------------ | -------------- | ------------------ | ------------------ | -------------- | ------------------ | ------------------ |
| Mužský rod | أَكْتُبُ (ʔaktubu) | تَكْتُبُ (taktubu)     | يَكْتُبُ (jaktubu) | تَكْتُبَانِ (taktubáni) | يَكْتُبَانِ (jaktubáni) | نَكْتُبُ (naktubu) | تَكْتُبُونَ (taktubúna) | يَكْتُبُونَ (jaktubúna) |
| Ženský rod | أَكْتُبُ (ʔaktubu) | تَكْتُبِينَ (taktubína) | تَكْتُبُ (taktubu) | تَكْتُبَانِ (taktubáni) | تَكْتُبَانِ (taktubáni) | نَكْتُبُ (naktubu) | تَكْتُبْنَ (taktubna)   | يَكْتُبْنَ (jaktubna)   |

|            | 1. sg.         | 2. sg.          | 3. sg.         | 2. du.          | 3. du.          | 1. pl.         | 2. pl.           | 3. pl.           |
| ---------- | -------------- | --------------- | -------------- | --------------- | --------------- | -------------- | ---------------- | ---------------- |
| Mužský rod | أَكْتُبَ (ʔaktuba) | تَكْتُبَ (taktuba)  | يَكْتُبَ (jaktuba) | تَكْتُبَا (taktubá) | يَكْتُبَا (jaktubá) | نَكْتُبَ (naktuba) | تَكْتُبُوْا (taktubú) | يَكْتُبُوْا (jaktubú) |
| Ženský rod | أَكْتُبَ (ʔaktuba) | تَكْتُبِي (taktubí) | تَكْتُبَ (taktuba) | تَكْتُبَا (taktubá) | تَكْتُبَا (taktubá) | نَكْتُبَ (naktuba) | تَكْتُبْنَ (taktubna) | يَكْتُبْنَ (jaktubna) |

|            | 1. sg.        | 2. sg.          | 3. sg.        | 2. du.          | 3. du.          | 1. pl.        | 2. pl.           | 3. pl.           |
| ---------- | ------------- | --------------- | ------------- | --------------- | --------------- | ------------- | ---------------- | ---------------- |
| Mužský rod | أَكْتُبْ (ʔaktub) | تَكْتُبْ (taktub)   | يَكْتُبْ (jaktub) | تَكْتُبَا (taktubá) | يَكْتُبَا (jaktubá) | نَكْتُبْ (naktub) | تَكْتُبُوْا (taktubú) | يَكْتُبُوْا (jaktubú) |
| Ženský rod | أَكْتُبْ (ʔaktub) | تَكْتُبِي (taktubí) | تَكْتُبْ (taktub) | تَكْتُبَا (taktubá) | تَكْتُبَا (taktubá) | نَكْتُبْ (naktub) | تَكْتُبْنَ (taktubna) | يَكْتُبْنَ (jaktubna) |

|            | 1. sg.                                | 2. sg.                                | 3. sg.                                | 2. du.              | 3. du.              | 1. pl.                                | 2. pl.                                | 3. pl.                                |
| ---------- | ------------------------------------- | ------------------------------------- | ------------------------------------- | ------------------- | ------------------- | ------------------------------------- | ------------------------------------- | ------------------------------------- |
| Mužský rod | أَكْتُبَنْ / أَكْتُبَنَّ (ʔaktuban / ʔaktubanna) | تَكْتُبَنْ / تَكْتُبَنَّ (taktuban / taktubanna) | يَكْتُبَنْ / يَكْتُبَنَّ (jaktuban / jaktubanna) | تَكْتُبَانِّ (taktubánni) | يَكْتُبَانِّ (jaktubánni) | نَكْتُبَنْ / نَكْتُبَنَّ (naktuban / naktubanna) | تَكْتُبُنْ / تَكْتُبُنَّ (taktubun / taktubunna) | يَكْتُبُنْ / يَكْتُبُنَّ (jaktubun / jaktubunna) |
| Ženský rod | أَكْتُبَنْ / أَكْتُبَنَّ (ʔaktuban / ʔaktubanna) | تَكْتُبِنْ / تَكْتُبِنَّ (taktubin / taktubinna) | تَكْتُبَنْ / تَكْتُبِنَّ (taktuban / taktubanna) | تَكْتُبَانِّ (taktubánni) | تَكْتُبَانِّ (taktubánni) | نَكْتُبَنْ / نَكْتُبَنَّ (naktuban / naktubanna) | تَكْتُبْنَانِّ (taktubnánni)                 | يَكْتُبْنَانِّ (jaktubnánni)                 |

|            | 2. sg.         | 2. du.         | 2. pl.          |
| ---------- | -------------- | -------------- | --------------- |
| Mužský rod | اُكْتُبْ (uktub)   | اُكْتُبَا (uktubá) | اُكْتُبُوْا (uktubú) |
| Ženský rod | اُكْتُبِي (uktubí) | اُكْتُبَا (uktubá) | اُكْتُبْنَ (uktubna) |

|            | 2. sg.                              | 2. du.             | 2. pl.                              |
| ---------- | ----------------------------------- | ------------------ | ----------------------------------- |
| Mužský rod | اُكْتُبَنْ / اُكْتُبَنَّ (uktuban / uktubanna) | اُكْتُبَانِّ (uktubánni) | اُكْتُبُنْ / اُكْتُبُنَّ (uktubun / uktubunna) |
| Ženský rod | اُكْتُبِنْ / اُكْتُبِنَّ (uktubin / uktubinna) | اُكْتُبَانِّ (uktubánni) | اُكْتُبْنَانِّ (uktubnánni)                |

## Abeceda a výslovnost
Hlavní článek: Arabské písmo

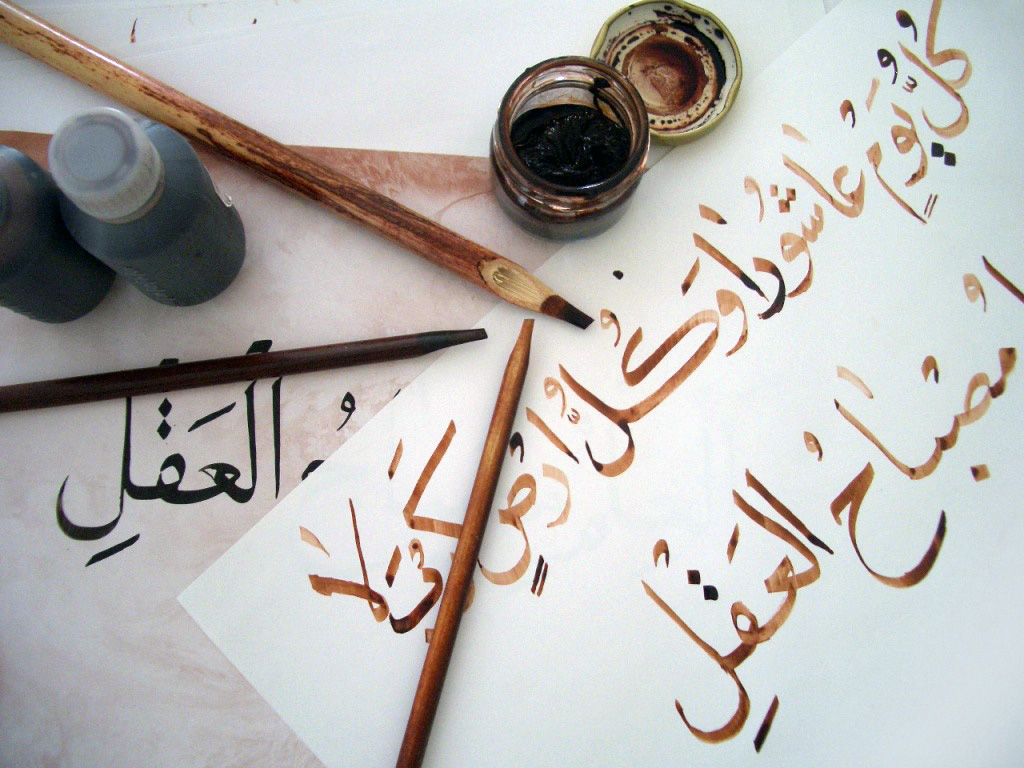
Ukázka arabského písma

Vlajka Saúdské Arábie

Arabština používá řadu hlásek, které se v češtině, ani žádném jiném evropském jazyce nevyskytují. Používá např. emfatické souhlásky t, d, z, s (které mají i svůj neemfatický protějšek). Tyto souhlásky se vyslovují s tzv. emfatickým důrazem – jazyk je při nich lžícovitě prohnut směrem dolů, podobně jako při ruském tvrdém „l“.[zdroj?] Dále má například souhlásku „ʕajn“ – ع, které je asi nejobtížnějším zvukem v arabštině. Vyslovuje se v zadní části dutiny ústní, někdy až v hrdle. Jedná se o znělou farynglální frikativu. Jeho neznělý protějšek je „ħaːʔ“ – ح, neznělá farynglální frikativa. Zvláštností ve výslovnosti je určitě také „hamza“, neboli hlasový ráz, který se může vyskytovat jak na začátku či uprostřed slova, tak na jeho konci. V arabštině je vnímán jako běžná souhláska a také zapisován.
Arabské písmo vychází z nabatejské varianty kurzívy aramejského písma. Arabské písmo je tedy kurzivní, tzn. že nerozlišuje tiskací či psací písmo, a dokonce, jako je tomu ve starých písmech zvykem, ani malá a velká písmena. Ačkoli tedy vychází z původního starosemitského – fénického písma (stejně jako hebrejština či řecká alfabeta či latinka), není vůbec podobné evropským písmům (určité podobnosti se ale vyskytují mezi arabským písmem a hebrejskou kurzívou). Píše se zprava doleva a zpravidla se nepíší znaky pro krátké samohlásky.
Podoba písmen se liší dle jejich postavení ve slově. Každý znak má svou podobu samostatnou, na začátku slova, uprostřed a na konci. Je šest písmen (ا, د, ذ, ر, ز, و), které se neváží, tzn. že sama se dají připojit k předchozímu písmenu, ale nemůže se za ně připojit další písmeno, takže tvoří pouze koncovou a samostatnou formu (např. rá (ر) ve slově noha رجل). Další zvláštností na písmu jsou tzv. ligatury (znaky usnadňující psaní určitých skladeb znaků, v arabštině existuje jediná povinná ligatura, a to lám + alif (lá) – لا) a zvláštní psaní některých vazeb znaků.

### Souhlásky
|              |              | Labiála | Dentála | Alveolára | Alveolára | Postalalveolára | Palatála | Velára | Uvulára | Faryngála | Glotála |
| prosté       | emfatické    | Labiála | Dentála |           |           | Postalalveolára | Palatála | Velára | Uvulára | Faryngála | Glotála |
| ------------ | ------------ | ------- | ------- | --------- | --------- | --------------- | -------- | ------ | ------- | --------- | ------- |
| Nazála       | Nazála       | m       |         | n         |           |                 |          |        |         |           |         |
| Ploziva      | Neznělé      |         |         | t         | tˤ        |                 |          | k      | q       |           | ʔ       |
| Ploziva      | Znělé        | b       |         | d         | dˤ        |                 |          |        |         |           |         |
| Frikativa    | Neznělé      | f       | θ       | s         | sˤ        | ʃ               |          | x ~ X  | x ~ X   | ħ         |         |
| Frikativa    | Znělé        |         | ð       | z         | ðˤ        |                 |          | ɣ ~ ʁ  | ɣ ~ ʁ   | ʕ         | ɦ       |
| Afrikáta     | Znělé        |         |         |           |           | d͡ʒ              |          |        |         |           |         |
| Approximanta | Approximanta | w       |         | l         | (ɫ)       |                 | j        |        |         |           |         |
| Vibranta     | Vibranta     |         |         | r         |           |                 |          |        |         |           |         |

### Samohlásky
|            | Krátké     | Krátké     | Dlouhé     | Dlouhé     |
| Přední     | Zadní      | Přední     | Zadní      |            |
| ---------- | ---------- | ---------- | ---------- | ---------- |
| Uzavřené   | /i/        | /u/        | /iː/       | /uː/       |
| Otevřené   | /a/        | /a/        | /aː/       | /aː/       |
| Dvojhlásky | /aw/, /aj/ | /aw/, /aj/ | /aw/, /aj/ | /aw/, /aj/ |

## Rozšíření a nářečí

### Úřední jazyk
Arabština je úředním jazykem 24 členských států OSN, tří států s částečným či žádným mezinárodním uznáním a jedné administrativní jednotky.
| Státy OSN:       | Neúplné mezinárodní uznání:               | Administrativní jednotka: |
| - Alžírsko       | - Palestina                               | - Zanzibar                |
| - Bahrajn        | - Saharská arabská demokratická republika |                           |
| - Čad            | - Somaliland                              |                           |
| - Džibutsko      |                                           |                           |
| - Egypt          |                                           |                           |
| - Eritrea        |                                           |                           |
| - Irák           |                                           |                           |
| - Jemen          |                                           |                           |
| - Jordánsko      |                                           |                           |
| - Katar          |                                           |                           |
| - Komory         |                                           |                           |
| - Kuvajt         |                                           |                           |
| - Libanon        |                                           |                           |
| - Libye          |                                           |                           |
| - Mali           |                                           |                           |
| - Maroko         |                                           |                           |
| - Mauritánie     |                                           |                           |
| - Omán           |                                           |                           |
| - Saúdská Arábie |                                           |                           |
| - Somálsko       |                                           |                           |
| - SAE            |                                           |                           |
| - Súdán          |                                           |                           |
| - Sýrie          |                                           |                           |
| - Tunisko        |                                           |                           |

### Nářečí
Arabština se dělí na mnoho dialektů, které jsou vůči sobě různě srozumitelné:

## Užitečné fráze
| Arabsky                                                      | Česky                    |
| Marhaban! / As-salaamu 'Alaykum!                             | Ahoj!                    |
| Sabaahul Al-khayr!                                           | Dobré ráno!              |
| Masaa'ul Al-khayr!                                           | Dobrý večer!             |
| Tosbehu Ala Khayr!                                           | Dobrou noc! (do mužství) |
| Tosbehina Ala Khayr!                                         | Dobrou noc! (do ženství) |
| Tosbehouna Ala Khayr                                         | Dobrou noc! (do skupiny) |
| Kayfa Haluka?                                                | Jak se máš? (do mužství) |
| Kayfa Haluky?                                                | Jak se máš? (do ženství) |
| Kayfa Halukom?                                               | Jak se máš? (do skupiny) |
| Bekhayr                                                      | Dobrý (do mužství)       |
| Al-hamdullah                                                 | Díky bohu                |
| Shokran                                                      | Děkuji                   |
| Afwan                                                        | Nemáš zač                |
| Asef (do mužství), Asefah (do ženství), Asefoon (do skupiny) | Promiň                   |
| Salam (mír), Maa Salamah (s mírem)                           | Sbohem                   |

## Vzorový text

### Otče náš (modlitba Páně)
| arabsky | أَبَانَا ٱلَّذِي فِي ٱلسَّمَوَاتِ لِيَتَقَدَّسِ ٱسْمُكَ لِيَأْتِ مَلَكُوتُكَ لِتَكُنْ مَشِيئَتُكَ كَمَا فِي ٱلسَّمَاءِ كَذٰلِكَ عَلَى ٱلْأَرْضِ خُبْزَنَا كِفَافَنَا اُعْطِنَا ٱلْيَوْمَ وَٱغْفِرْ لَنَا ذُنُوبَنَا وَخَطَايَانَا كَمَا نَحْنُ نَغْفِرُ أَيْضًا لَمَنْ أَخْطَأَ وَأَسَاءَ إِلَيْنَا وَلَا تُدْخِلْنَا فِي ٱلتَّجْرِبَةِ وَلٰكِنْ نَجِّنَا مِنَ ٱلشَّرِيرِ لِأَنَّ لَكَ ٱلْمُلْكَ وَٱلْقُدْرَةَ وَٱلْمَجْدَ إِلَى أَبَدِ ٱلدُّهُورِ آمِينَ |
| přepis  | ʔabānā llaḏī fī s-samawāti li-yataqaddasi smuka li-yaʔti malakūtuka li-takun mašīʔatuka kamā fī s-samāʔi kaḏālika fī l-ʔarḍi ḵubzanā kafāfanā ʔaʕṭinā l-yawma wa-ġfir lanā ḏunūbanā kamā naġfiru naḥnu ʔayḍan la-man ʔaḵṭaʕa wa-ʔasāʔa ʔilaynā wa-lā tudḵilnā fī tajribatin lākin najjinā mina š-šarīri li-ʔanna laka l-mulka wa-l-qudrata wa-l-majda ʔilā ʔabadi d-duhūri ʔāmīna |

### Všeobecná deklarace lidských práv
| arabsky  | يُولَدُ جَمِيعُ النَّاسِ أَحْرَارًا وَمُتَسَاوِينَ فِي الْكَرَامَةِ وَالْحُقُوقِ. وَقَدْ وُهِبُوْا عَقْلًا وَضَمِيرًا وَعَلَيْهِمْ أَنْ يُعَامِلَ بَعْضُهُمْ بَعْضًا بِرُوحِ الْإِخَاءِ. |
| přepis   | jūladu jamīʕu n-nāsi ʔaḥrāran wa-mutasāwīna fī l-karāmati wa-l-ḥuqūqi. wa-qad wuhibū ʕaqlan wa-ḍamíran wa-ʕalayhim ʔan juʕāmila baʕḍuhum baʕḍan bi-rūḥi l-iḵāʔi. |
| doslovně | يولد = jūladu = rodí se جَمِيع النّاسِ = jamīʕu n-nāsi = všichni lidé أحرارًا = ʔaḥrāran = svobodní متساوين = matasāwīna = rovní في = fī = ve كَرَامَة = karāma = čest, úcta حُقُوق = ḥuqūq = práva وَقَدَ = wa qad = a tak وُهِبُوا = wuhibū = dostali, obdrželi عَقْل = ʕaql = intelekt, rozum ضَمِير = ḍamīr = svědomí عَلَيْهِمْ = ʕalayhim = a je na nich أَنْ يُعَامِلَ = ʔan juʕāmila = aby se chovali بَعْضُهُمْ بَعْضًا = baʕḍuhum baʕḍan = mezi sebou رُوح = rūḥ = duch إِخَاء = ʔiḵāʔ = bratrství |
| česky    | Všichni lidé se rodí svobodní a sobě rovní co do důstojnosti a práv. Jsou nadáni rozumem a svědomím a mají spolu jednat v duchu bratrství. |